# Ephesia beicki
Ephesia beicki là một loài bướm đêm trong họ Noctuidae.